# جون فيشر (سياسي)
جون فيشر (بالإنجليزية: John Fisher)‏ هو سياسي نيوزلندي، ولد في 1837، وتوفي في 13 يناير 1927.